# 만인 (희곡)

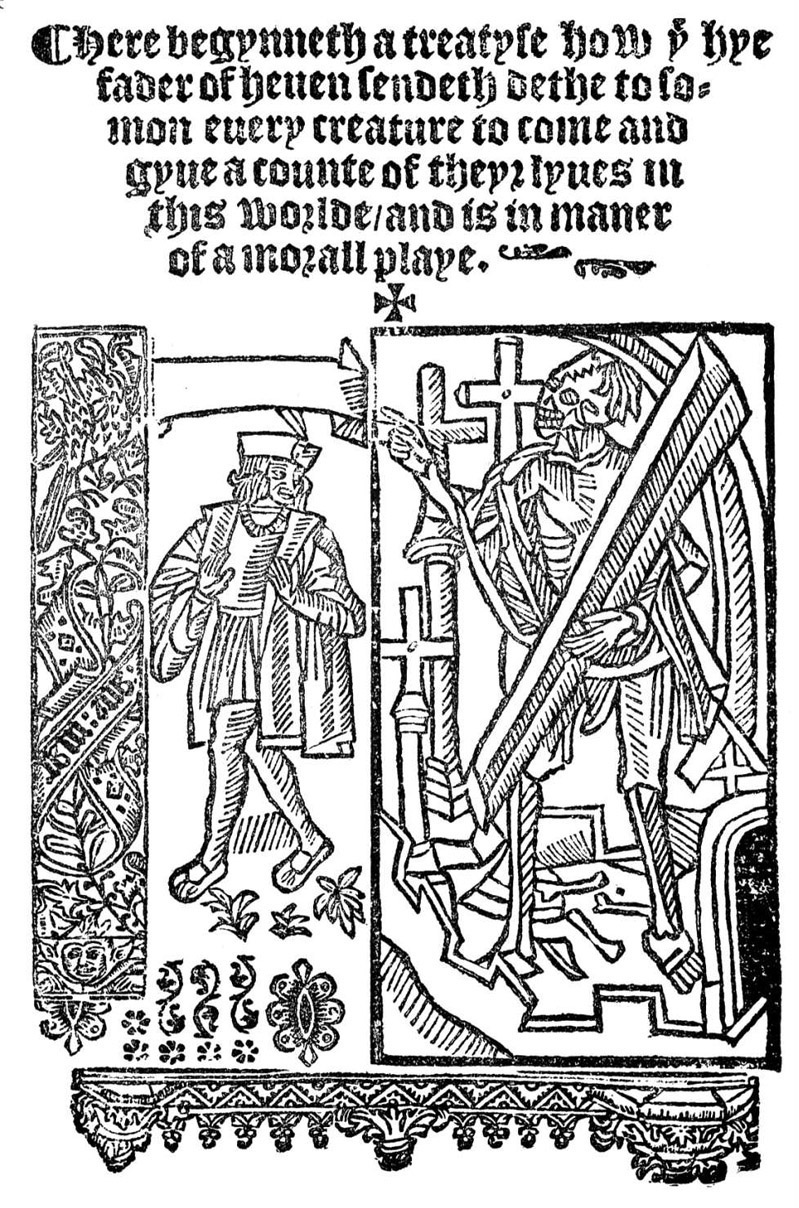

《만인》(영어: Everyman)은 15세기 말 작품으로 추정되는 작자 미상의 도덕극이다.

## 작품 소개
＜만인＞은 15세기 말엽에 쓰인 것으로 추정되는, 영국에서 발전한 도덕극이라는 독특한 연극 장르의 대표적 작품으로서, 죽음에 직면한 인간의 마지막 영적 여정을 우화적으로 그리고 있다. 인물들의 성격화와 여행이라는 내러티브 구조, 단순하면서도 강력한 연극적 효과에 있어서 현존하는 도덕극 계열의 작품들 가운데서 가장 뛰어나다는 평을 받고 있다. 현대인에게도 여전히 유효한 이 우화극은 우리네 인생의 이면, 곧 인간 영혼의 참모습을 소극(笑劇)적 요소와 장엄한 숭고미를 함께 담아내는 특이한 형식을 통해 웃음과 감동으로 보여주고 있다. 시공을 초월한 ‘만인’의 모습을 희화적·성찰적으로 투영하고 있는 중세 연극 ＜만인＞은 이를테면 ‘어른을 위한 동화’로서 그 현대적 의의를 획득한다,

## 서지 정보
- 강태경 역, 2009년, 지식을만드는지식[깨진 링크(과거 내용 찾기)] ISBN 978-89-6406-229-6

## 같이 보기
- 빌라도의 죽음